# Rotterdam International Safety Center
Het Rotterdam International Safety Center (RISC) is een opleidings- en trainingscentrum voor brandweerkorpsen.
Het RISC is in 1986 opgericht en bevindt zich op een terrein van 46.000 m² op de Rotterdamse Maasvlakte. Het oefenterrein wordt jaarlijks door zo'n 25.000 brandweerlieden gebruikt, die uit de hele wereld afkomstig zijn.
Het belangrijkste kenmerk van het RISC op de Maasvlakte is dat een groot aantal branden realistisch gesimuleerd kunnen worden, zoals woningbranden, industriële branden en spoorwegongevallen. Per maand verbruikt het RISC ongeveer 80.000 liter benzine voor de nabootsing van verschillende soorten branden. Behalve door de reguliere brandweer wordt het RISC ook veel gebruik voor de training van bedrijfsbrandweerkorpsen, de luchthavenbrandweer en de bemanning van booreilanden.
De firma RISC Fire & Safety Training B.V. beschikt naast opleidingsmogelijkheden ook over een gespecialiseerd Emergency Response Team dat wereldwijd kan worden ingezet.